# Calamiana mindora
Calamiana mindora és una espècie de peix de la família dels gòbids i de l'ordre dels perciformes.

## Hàbitat
És un peix de clima tropical i demersal.

## Distribució geogràfica
Es troba al Pacífic occidental central: Tailàndia, les Filipines, Indonèsia, Austràlia i Fiji.

## Observacions
És inofensiu per als humans.